# Garnierius aethiopicus
Garnierius aethiopicus là một loài bọ cánh cứng trong họ Cerambycidae.